# Joan Font i Mañé
Joan Font i Mañé (Barcelona, 22 de novembre de 1907 - ?) fou un futbolista català de les dècades de 1920 i 1930.

## Trajectòria
Jugava de centrecampista. Es va formar a la UE Sant Andreu. Arribà al FC Barcelona la temporada 1929-30, jugant fins a 1932 un total de 75 partits, marcant 2 gols. Posteriorment destacà al CE Júpiter, on jugà durant 6 temporades, fins a 1938. Posteriorment passà pel Cartagena CF i novament pel Sant Andreu. Fou internacional amb la selecció catalana de futbol el 1931.